# Túl·lia Minor

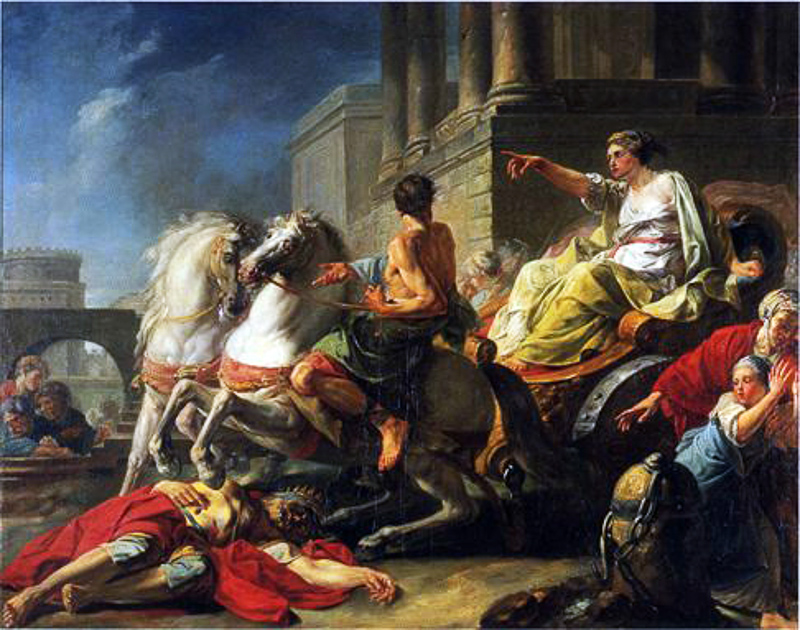
"Túl·lia passant amb el carruatge per damunt del seu pare", pintura de Jean Bardin, 1765

Túl·lia Minor, filla del rei romà Servi Tul·li i esposa del rei Tarquini el Superb, involucrada en l'assassinat del seu pare.

## Orígens familiars
Túl·lia era una de les filles del sisè rei de Roma, Servi Tul·li. Com que aquest no havia accedit al poder triat pel senat com era tradició en la monarquia romana, sinó que havia estat subtilment col·locat per l'esposa de l'anterior rei, Tarquini Prisc, i mogut també per la por d'acabar com Tarquini Prisc, ferit mortalment pels fills de l'anterior rei Anc Marci, va decidir unir llaços familiars amb els fills de Tarquini Prisc. Així doncs, va casar les seves filles amb aquests: La filla gran, coneguda com a Túl·lia Maior, amb Luci Tarquini i la menor, Túl·lia Minor, amb Arruns.
El rei també va voler contentar la filla de Tarquini Prisc, casant-la amb un militar molt ric, Marc Juni Brut.

## Matrimoni amb Tarquini
Els matrimonis preparats pel pare no van donar bon resultat. Túl·lia Minor era de caràcter ambiciós mentre que el seu marit era un soldat conformat amb el lloc que li havia tocat. El matrimoni de la seva germana tampoc era un matrimoni feliç, ja que era una dona de caràcter massa modest, en comparació a les aspiracions de Luci Tarquini.
Es creu que Túl·lia va procurar la mort d'Arruns, però no hi ha prou informació sobre com va passar. Llavors Luci Tarquini va repudiar la seva dona i es va casar amb la seva cunyada vídua.

## Assassinat del seu pare
Luci Tarquini i Túl·lia Minor van estar conspirant en secret per enderrocar el pare d'ella. Van contactar amb els senadors que havien estat afavorits pel pare de Luci Tarquini, Tarquini Prisc, i quan van tenir assegurat el seu suport es van decidir a fer el cop d'estat. Luci Tarquini es va presentar davant el senat i va ocupar el tron exigint ser reconegut com a nou rei mentre acusava el seu sogre de no ser mereixedor del títol.
El rei, en assabentar-se del que estava passant, va anar cap al senat on va demanar explicacions. Luci Tarquini va mantenir la posició: L'acusava de no ser digne del títol per haver nascut d'una esclava i de no haver estat escollit pel senat. Després, es va aixecar i el va fer fora de la sala a espentes. El vell rei, estava perplex i va intentar tornar a casa però una multitud de clients de Luci Tarquini i dels senadors que li donaven suport l'esperaven fora i el van copejar fins a matar-lo.
Per aquesta actitud Luci Tarquini, va passar a ser conegut com a Tarquini el Superb. Poc després la seva esposa, Túl·lia Minor, es va presentar al senat per aplaudir al nou rei. A la tornada, el carruatge en què viatjava es va haver d'aturar a causa d'un grup de gent que s'havia reunit enmig del carrer. Preguntant què passava, li van dir que hi havia un home mort (el seu pare) estès a terra. Llavors ella mateixa va fuetejar els cavalls i en passar per damunt es va esquitxar amb la sang del difunt. Després d'això el carrer es va conèixer amb el nom de "Vicus Sceleratus", que es podria traduir per "la zona maleïda" o "la zona del crim".

## Descendents
Amb el seu marit Tarquini el Superb, va tenir tres fills i una filla:
- Tit
- Arrunt, va morir en la batalla de Silva Arsia lluitant del bàndol dels etruscs, contra el seu cosí Luci Juni Brut qui estava del bàndol dels romans.[6]
- Sextus, famós per haver violat l'esposa del general i cosí seu Luci Tarquini Col·latí.[7]
- Tarquínia, casada amb Octavi Mamili, príncep de Tusculum.

Tots ells, amb les seves accions, es van guanyar el menyspreu dels romans i van acabar morts en l'exili.